# Judy Pace
Judy Lenteen Pace (Los Angeles, 15 de junio de 1942) es una actriz estadounidense conocida por sus papeles en películas y programas de televisión, sobre todo en películas de blaxploitation. Pace interpretó a Vickie Fletcher en la serie de televisión Peyton Place (1968-1969) y a Pat Walters en la serie dramática de ABC The Young Lawyers (1969-1971), por la que ganó un Image Award a la mejor actriz en una serie dramática en 1970.

## Primeros años y carrera
Pace nació siendo la segunda de dos hijas en Los Ángeles, California, hija de un mecánico de aviones y una modista. La hermana mayor de Pace, Jean Pace Brown, era activista y estaba casada con el músico y actor Oscar Brown, Jr.. Después del instituto, Pace estudió sociología en el Colegio de la ciudad de Los Ángeles. Debutó en el cine como uno de los personajes principales de la película de William Castle 13 Frightened Girls (1963). En 1968, se convirtió en la primera villana negra de la televisión al interpretar el papel de Vickie Fletcher en la exitosa serie de telenovelas y dramas de la cadena ABC Peyton Place. También en 1968, el célebre crítico de cine Roger Ebert elogió a Pace por su interpretación en la popular película juvenil Three in the Attic:
Para mí, el hallazgo de esta película es la joven actriz negra Judy Pace, que está estupenda. Variety la llama "la actriz negra más bella de Hollywood", lo cual es discutible, ya que la belleza está en el ojo del espectador, etc., pero es una actriz rápida y divertida que puede dar un toque especial a una frase y mantener una escena chispeante.
En la década de 1970, Pace se convirtió rápidamente en un rostro conocido tanto en la pequeña como en la gran pantalla, apareciendo en populares películas de blaxploitation y en conocidas series de televisión. Entre los programas de televisión en los que apareció figuran Batman, Tarzan, Bewitched, Mi bella genio, The Flying Nun, Days of Our Lives, I Spy, Ironside, Peyton Place, The Mod Squad, Centro médico, That's My Mama, O'Hara, US Treasury, The New People, Insight, Kung Fu, Shaft, Caribe, Sanford and Son, What's Happening!! y Good Times. Durante una temporada, protagonizó el drama The Young Lawyers emitido en ABC. Pace también tuvo un papel secundario clave como la esposa de Gale Sayers, Linda, en la aclamada película de ABC-TV de 1971 Brian's Song.

## Vida personal
En 1972, Pace se casó con el actor Don Mitchell. Tuvieron dos hijas juntos antes de divorciarse en 1984. Sus hijas son la actriz Julia Pace Mitchell y Shawn Meshelle Mitchell. Pace había sido enamorada por el gran jugador de béisbol Curt Flood en 1966, cuando la vio como concursante de soltera en el programa The Dating Game. Salieron juntos hasta 1970. Tras divorciarse de Mitchell en 1984, Pace y Flood se reencontraron y se casaron en 1986. Permanecieron juntos hasta la muerte de Flood en 1997.

## TV y filmografía
Como actriz:
| - 13 Frightened Girls (1963) - I Spy (1966) - The Fortune Cookie (1966) - Batman (1966) - Bewitched (1966) - Days of Our Lives (1967) - The Flying Nun (1967) - I Dream of Jeannie (1967) - Three in the Attic (1968) - The Mod Squad (1968) - The Thomas Crown Affair (1968) as Pretty Girl - Tarzan (1968) - Peyton Place (1968–1969) - The New People (Telefilme) (1969) - The Young Lawyers (Telefilme) (1969–1971) - Up in the Cellar (1970) - Cotton Comes to Harlem (1970) - Brian's Song (1971) | - O'Hara, U.S. Treasury (1971) - Cool Breeze (1972) - Oh, Nurse! (1972 TV movie) - Frogs (1972) - Shaft (TV series) (1973) - The Slams (1973) - Ironside (1974) - That's My Mama (1974) - Sanford and Son (1974) - Kung Fu (1974) - Centro médico (1974) - Good Times (1975) - Caribe (1975) - What's Happening!!!! (dos episodios, 1977–1979) - Beyond Westworld (1980) - Sucker Free City (2004) - Beauty and the Baller (cuatro episodios, 2017) |

Como ella misma:
- Stevie Wonder/The Moments/Fully Guaranteed (1973) (episodio de TV)
- Soul Train (1973)
- Christopher Jones (1999)
- E! True Hollywood Story (1999)
- Curt Flood (2000) (episodio de TV)
- ESPN SportsCentury (dos episodios, 2000–2004)
- Disciples of Jackie Robinson (2004) (episodio de TV)